# Iowa Wild
Iowa Wild är ett ishockeylag i American Hockey League (AHL), som började spela säsongen 2013/2014. Laget spelar i Wells Fargo Arena i Des Moines, Iowa, som AHL-samarbetspartner till NHL-laget Minnesota Wild.
Laget var tidigare känt som Houston Aeros och var stationerade i Houston, Texas Toyota Center. Den 18 april 2013 meddelades att Aeros skulle flytta till Des Moines, med början på AHL-säsongen 2013/2014 gå under namnet Iowa Wild. Wild är det andra AHL-laget i Des Moines och Wells Fargo Arena; Iowa Stars var samarbetspartner med Dallas Stars från 2005 till 2008.

## Historia
Houston Aeros var ett expansionslag i International Hockey League (IHL) 1994. Lagets namn är en hyllning till Houston Aeros i World Hockey Association (WHA) på 1970-talet, ett av lagen Gordie Howe spelade för i WHA. Aeros var det andra IHL-laget att namnges efter ett WHA-lag, det första är Phoenix Roadrunners, till skillnad från Roadrunners som använde samma logotyp som deras WHA-föregångare, använde sig IHL-Aeros av en ny logotyp; ett bombplan flyger över laget namn baserat på Boeing B-17 eller B-25 Mitchell. 
Aeros besegrade Orlando Solar Bears i finalen och vann 1999 års Turner Cup (mästerskapet i IHL). Aeros var ett av sex IHL-lag att gå med i AHL år 2001 när IHL lades ned. AHL-versionen av Aeros kom att bli mästare i 2003 års Calder Cup. De nådde även Calder Cup-finalen 2011, men förlorade mot Binghamton Senators. Aeros var AHL-samarbetspartner till Minnesota Wild och var anslutna till ECHL-återupplivandet av Orlando Solar Bears för säsongen 2012/2013.
Laget spelade sina hemmamatcher i Toyota Center, som de flyttade till från Compaq Center inför säsongen 2003/2004.
Under 2003 ersatte Aeros sin ursprungliga bomb-logotyp, som förts över från deras dagar i IHL, till en ny logotyp med ett framåtvänt modernt stridsflygplan under ett versalt "AEROS". Färgsättningen var från WHA-Aeros ljus- och mörkblåa färgschema. Under 2005, som en del av sin tillhörighet med Wild, ändrade Aeros sina färger till Wilds grön-röda färger. Den nya logotypen togs dock inte emot av fansen; den 18 april 2006 meddelade laget att Aeros skulle återgå till sin ursprungliga bombplan-logotyp, med endast några mindre färgförändringar där de blå delarna av den ursprungliga logotypen ersattes med gröna.
Den 18 april 2013 meddelade Minnesota Wild att Minnesota Sport och Entertainment inte kunde nå ett hyresavtal med Toyota Center, och att Aeros därmed skulle flyttas till Des Moines säsongen 2013/2014 och spela sina hemmamatcher i Wells Fargo Arena. Iowa Wilds första säsong inleddes den 12 oktober 2013 med en seger, 1–0, mot Oklahoma City Barons. Publiksiffran på hemmapremiären var 10 200 åskådare.